# فيلادلفيا فلايرز
فيلادلفيا فلايرز (بالإنجليزية: Philadelphia Flyers)‏ هو فريق هوكي جليد أمريكي محترف يلعب في الشعبة المتروبولية من القسم الشرقي في دوري الهوكي الوطني (NHL). حاز على كأس ستانلي مرتين عامي 1974 و 1975.